# Prinzip des geringsten Aufwandes
Das Prinzip des geringsten Aufwandes (engl. Principle of least effort) ist eine Theorie, die besagt, dass Lebewesen dazu neigen, den einfachsten Weg zu nehmen, um ein Ziel zu erreichen. Esther Bierbaum bezeichnete die Theorie als „deterministische Beschreibung des menschlichen Verhaltens“. Dieses Prinzip ist sowohl in der biologischen Evolution als auch in den Entwicklungen der Menschen zu finden. Eine Anwendung in den Sprachwissenschaften ist die Sprachökonomie, die dem Prinzip des geringsten kollaborativen Aufwands von Paul Grice folgt.

## Geschichte
Das Prinzip des geringsten Aufwands wurde zuerst vom Bibliothekar und Autor Thomas Mann in seinem einflussreichen Buch „A Guide to Library Research Methods“. erwähnt. Mann zählte das Prinzip des geringsten Aufwandes zu den von ihm aufgestellten Prinzipien des Rechercheverhaltens. Die Bezeichnung „principle of least effort“ stammt allerdings nicht von ihm, sondern wurde vom Harvard-Sprachwissenschaftler George Kingsley Zipf eingeführt.
2004 veröffentlichten Zao Liu und Zheng Ye (Lan) Lang eine Studie, die sich damit beschäftigte, welche Quellen mexikanische Fernstudenten zur Recherche verwenden, und, warum sie diese verwenden. Es zeigte sich, dass das Internet am meisten verwendet wird und danach erst die Bibliotheken zur weiterführenden Recherche. Dies erklärte die Studie dadurch, dass die Studenten das Internet nutzen, weil es ihnen ermöglicht, die Informationen schnell in ihrer Wohnung abzurufen. Das Prinzip des geringsten Aufwandes wurde von der Studie daher als wichtiges Modell zur Beschreibung des Verhaltens von Fernstudenten angesehen.